# Етторе Бізаньйо
Етторе Бізаньйо (італ. Ettore Bisagno, 29 вересня 1917, Генуя - 21 червня 1942, Сімферополь) - італійський військовик, учасник Другої світової війни.

## Біографія
Етторе Бізаньйо народився 29 вересня 1917 року в Генуї. У 1936 році вступив до Військово-морської академії в Ліворно, яку закінчив у 1940 році у званні гардемарина. Зі вступом Італії у Другу світову війну був призначений на есмінець «Лука Таріго», який переважно супроводжував конвої в Північну Африку.
16 квітня 1941 року поблизу Керкенни черговий конвой був атакований британською ескадрою. Внаслідок раптовості атаки «Лука Таріго» зазнав серйозних пошкоджень та втратив значну частину екіпажу. Етторе Бізаньйо залишився єдиним вцілілим офіцером. Він зміг випустити торпеду, яка потопила британський есмінець «Могаук». За це він був нагороджений Срібною медаллю «За військову доблесть».
Після повторного навчання у Військово-морській академії у квітні 1942 року Етторе Бісаньйо був зарахований до складу 10-ї флотилії МАС та брав участь в облозі Севастополя.
Під час однієї з атак йому вдалось потопити військовий транспорт, що перевозив у Севастополь військове спорядження та припаси. Проте Етторе Бізаньйо отримав серйозні поранення, від яких помер 21 червня 1942 року у Сімферополі. Посмертно був нагороджений Золотою медаллю «За військову доблесть».
Етторе Бізаньйо похований у Генуї, на цвинтарі «Стальєно».

## Нагороди
- Срібна медаль «За військову доблесть» (1941)
- Золота медаль «За військову доблесть» (1942)

## Вшанування
На честь Етторе Бізаньйо названа одна з вулиць Генуї.